# Navette maritime d'Alger
 (novembre 2016).
Si vous disposez d'ouvrages ou d'articles de référence ou si vous connaissez des sites web de qualité traitant du thème abordé ici, merci de compléter l'article en donnant les références utiles à sa vérifiabilité et en les liant à la section « Notes et références ».
La navette maritime d'Alger est un service de bateau-bus exploité par Algérie Ferries. La première ligne a été mise en service le 4 août 2014 reliant le port d’Alger-La Pêcherie au port de pêche et de plaisance d’El Djamila (La Madrague) dans la Wilaya d'Alger. Certaines relations sont prolongées depuis 2016 jusqu’à Cherchell via Tipaza.

## Histoire

### Chronologie
- 4 août 2014 : ouverture de la ligne Port d’Alger-La Pêcherie ↔ Port de pêche et de plaisance d’El Djamila
- 8 septembre 2014 : modification[Laquelle ?] des fréquences de desserte.
- 17 juillet 2016 : ouverture de l’extension Port d’Alger-La Pêcherie ↔ Port de Cherchell via Tipaza

### Naissance du projet
Le projet de création de lignes maritimes de transport urbain à Alger est en gestation depuis 2003. Il a été réactualisé en février 2014 dans le cadre de la lutte contre la congestion du trafic automobile dans la wilaya d’Alger, et pour offrir des opportunités pour le tourisme dans la baie d’Alger.

## Tracé et stations

### Tracé
Le parcours de la ligne suit la côte, longeant les territoires des communes maritimes des wilayas d’Alger et Tipaza.

### Liste des stations
|   |  |  | Station                  | Communes desservies |  |
| - |  |  | ------------------------ | ------------------- |  |
| o |  |  | La Pêcherie              | Casbah (Alger)      |  |
| o |  |  | El Djamila (La Madrague) | Aïn Benian          |  |
| o |  |  | Tipaza                   | Tipaza              |  |
| o |  |  | Cherchell                | Cherchell           |  |

## Exploitation

### Desserte
La fréquence des navettes lors de la mise en service le 4 août 2014 était de cinq navettes quotidiennes. Elle a été modifiée le 8 septembre 2014 à quatre navettes quotidiennes.
La durée est de la traversée est d’environ 50 minutes.
En 2016, une extension vers Cherchell via Tipaza a été mise en place, à raison d’un bateau aller-retour cinq jours par semaine. La durée du trajet depuis Alger vers Tipaza est de 1 heure et 30 minutes ; vers Cherchell, la traversée dure 2 heures et 45 minutes.

### Matériel

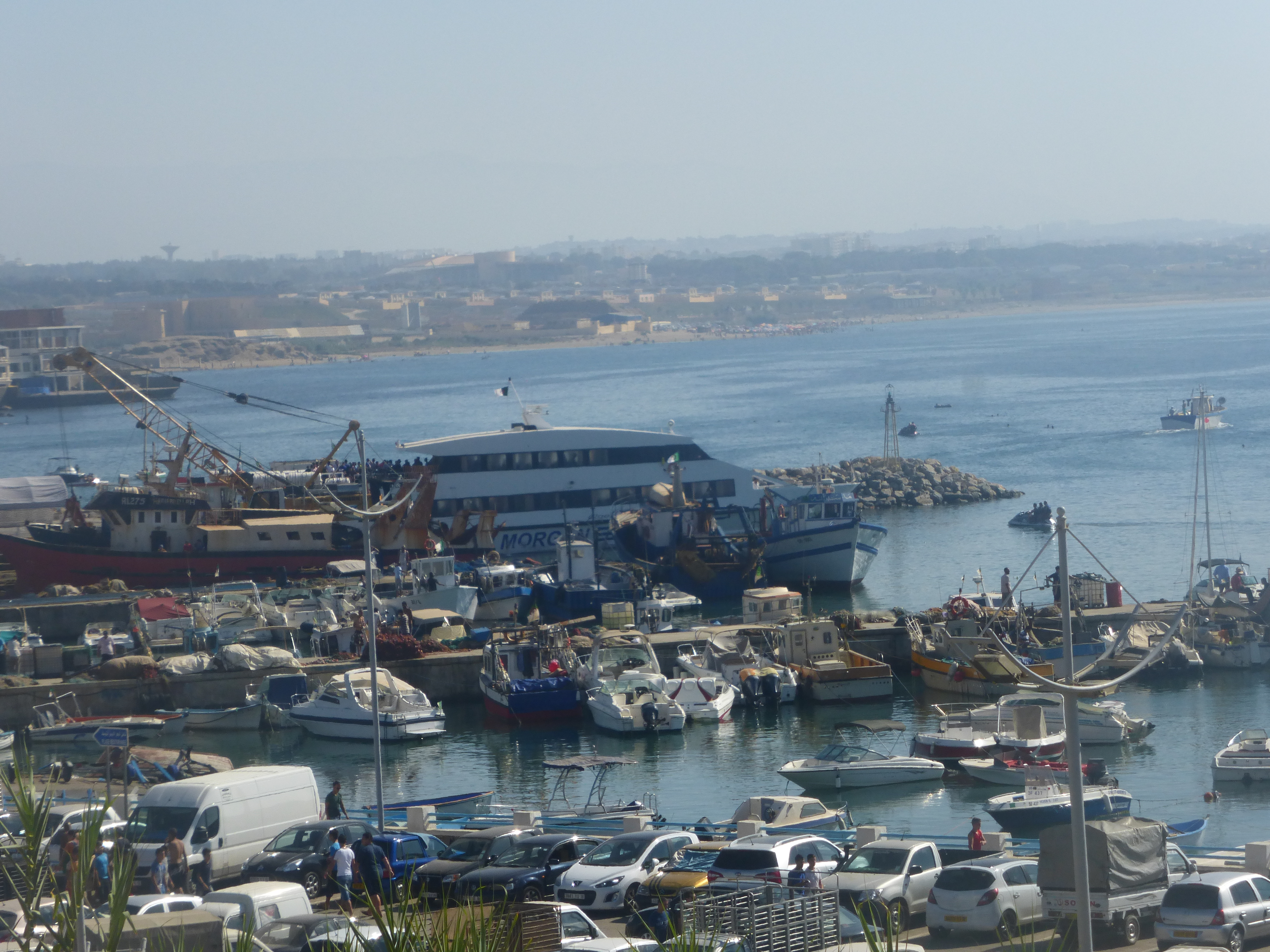
Ischiamar III, bateau italien de Capitan Morgan, port d'El Djamila, 5/09/2014

Algérie Ferries envisage l’acquisition de navires de voyageurs. Au démarrage de ligne, un bateau Ischiamar III,’, d’une capacité de 344 voyageurs, a été affrété auprès d’un armateur italien, ‘’Capitan Morgan’. Il a une longueur de 38 mètres et une largeur de 7,80 mètres.

### Exploitant
L'exploitation du service est confiée par le ministère algérien des transports à l’Entreprise nationale du transport maritime des voyageurs (ENTMV), qui est connue sous le nom Algérie Ferries. L’ENTMV a été créée par décret (N°87-155) le 14 juillet 1987. Le 7 avril 1990, elle a pris le statut d’entreprise publique économique.
L’impression des billets est assurée par l’Entreprise de transport urbain et suburbain d'Alger (ETUSA).

### Tarification et financement
À l’ouverture du service en 2014, le prix de la place est de 50 dinars (DA). Selon le ministre des transports, Amar Ghoul, il s’agit d’un tarif subventionné par l’État.
Le tarif du trajet Alger – Cherchell a été fixé en 2016 à 800 dinars (DA).

## Projets
Une deuxième ligne est en projet, entre le port d’Alger et la station de Tamentfoust (La Pérouse), dans la commune d’El Marsa, à l’est de la baie d'Alger.